# Parc Nacional d'Ordesa i Mont Perdut
El Parc Nacional d'Ordesa i Mont Perdut (en aragonès: Parque Nacional d'Ordesa y d'as Tres Serols, en castellà: Parque Nacional de Ordesa y Monte Perdido) està ubicat en el Pirineu central d'Osca, comarca del Sobrarb, Aragó. Va ser declarat Parc Nacional per decret del govern espanyol de 16 d'agost de 1918. Actualment ocupa una superfície de 15.608 ha (156 km²).

## Descripció
L'orografia del Parc està dominada pel massís de Tres Serols, més conegut com de les Tres Sorores (Tres germanes), que es considera la massa calcària més gran del món. La seva màxima elevació és el Mont Perdut (Mont Perdito), del que en forma més o menys radial descendeixen una sèrie de carenes muntanyoses i valls glacials. El més característic i emblemàtic del parc és la vall d'Ordesa, recorreguda pel riu Arazas, origen del Parc Nacional, que s'obre en direcció est-oest; però també hi destaquen el Canyó d'Añisclo, solcat pel riu Bellós, en direcció nord-sud; les Goles d'Escuaín, per on passa el riu Yaga, en direcció sud-est; i la vall de Pineta, recorreguda pel Cinca, en direcció est. Així mateix, encara que no pertany al parc nacional, destaca la vall de Bujaruelo en la zona oest; i, ja dins de França, el Circ de Gavarnia, que és un altre circ glacial que en la seva capçalera té la cascada més alta d'Europa, amb més de 400 metres de caiguda vertical.
La morfologia bàsica del Parc és causada per dues orogènies, però principalment al plegament i l'elevació alpina de l'era Terciària, posteriorment modelada per l'erosió glacial durant el Quaternari, fet que originà una sèrie de circs i valls glacials molt definides, com la vall d'Ordesa i la vall de Pineta. Actualment segueix havent-hi una glacera a la cara nord del Mont Perdut, encara que en retrocés.

## Flora
Les zones altes del parc (altituds superiors als 2000 m) són extremadament àrides, ja que tota l'aigua procedent de les precipitacions és ràpidament recollida pel sistema càrstic. En canvi, els fons de les valls estan coberts per una abundosa vegetació on dominen els faigs i els avets, que a més altitud donen pas al pi negre. La flora dels parc compta amb unes 1400 espècies de les quals 82 són endemismes del Pirineu. Els boscos ocupen un 20% de l'extensió total del Parc.

## Fauna
Aquest parc compta amb 38 espècies de mamífers, 68 d'aus nidificants, 5 d'amfibis i 5 de peixos. Els animals potser més emblemàtics són: l'isard (sarrio en aragonès), que compta amb uns 2000 exemplars i que és fàcil de veure; l'os bru, en els racons més inaccessibles, que es calcula que compta amb 20 exemplars; i el trencalós (crebagüesos).

## Galeria d'imatges

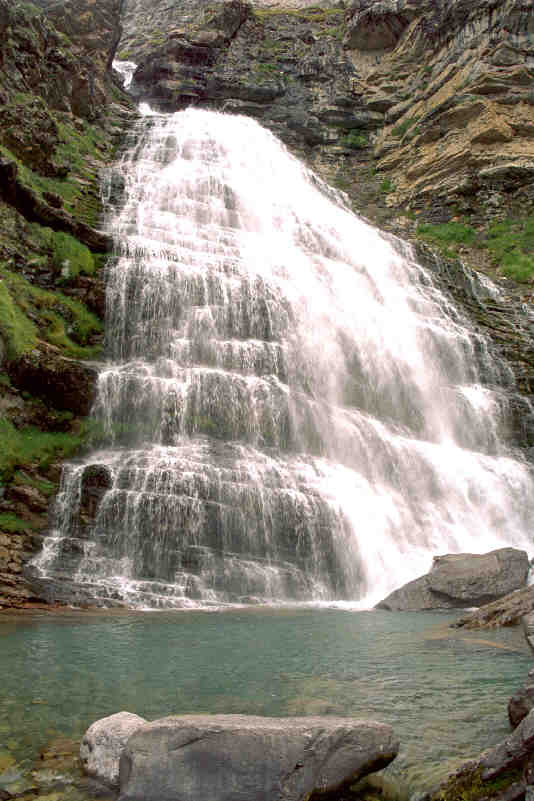
Cascada de Soaso o Cua de Cavall.
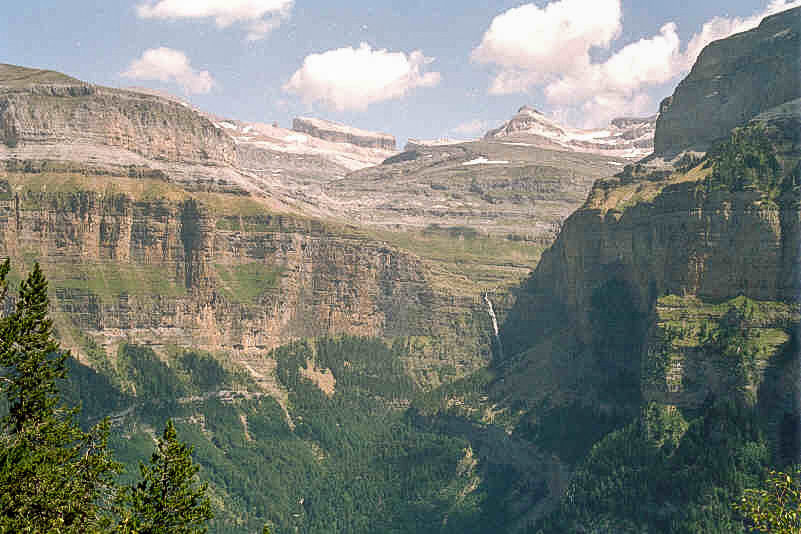
Circ de Cotatuero des del viarany de Caçadors.
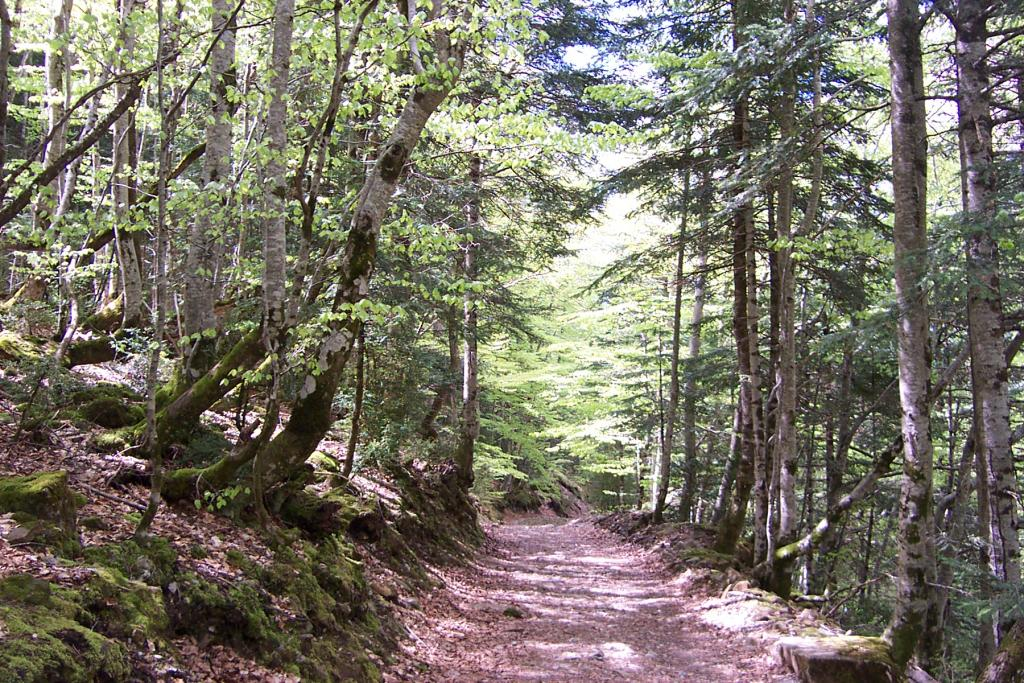
Camí entre el bosc a la vall d'Ordesa.
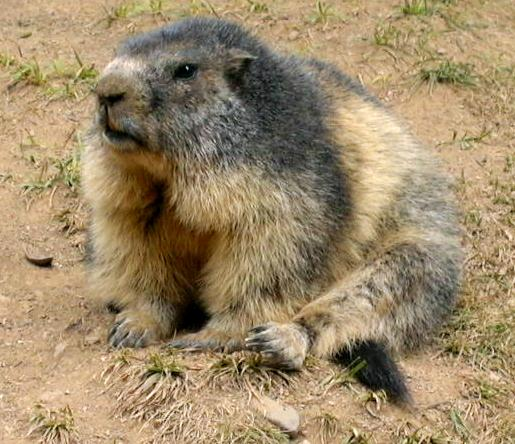
La marmota és una espècie introduïda al segle XX als Pirineus.
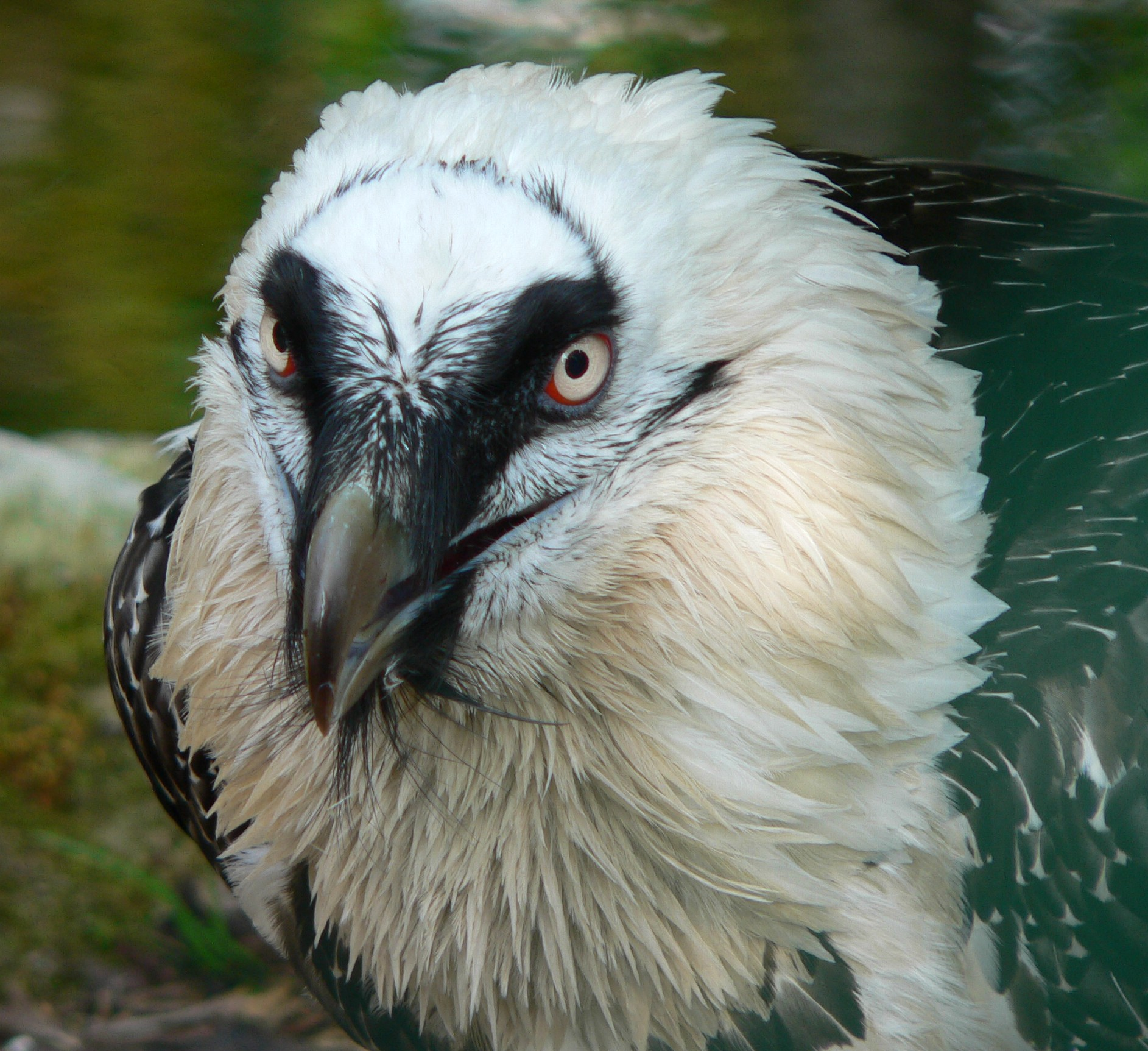
Trencalòs.